# Rivolta spartachista
La rivolta spartachista (in tedesco Spartakusaufstand) o rivolta di gennaio (in tedesco Januaraufstand) fu uno sciopero generale, sfociato poi in scontri armati, messo in atto dalla Lega spartachista a Berlino tra il 5 e il 12 gennaio 1919 contro il neo costituito governo della Repubblica di Weimar. Si verificò in connessione con la Rivoluzione di novembre scoppiata in seguito alla sconfitta della Germania nella prima guerra mondiale.
La Germania era nel mezzo di una rivoluzione postbellica e due delle direzioni in cui la rivoluzione di novembre volgeva erano la socialdemocrazia e la repubblica dei consigli simile a quella che era stata istituita dai bolscevichi in Russia. La rivolta fu principalmente una lotta di potere tra il moderato Partito Socialdemocratico di Germania (SPD) guidato da Friedrich Ebert e la sinistra radicale rappresentata dai Revolutionäre Obleute (il sindacato rivoluzionario), dal Partito Socialdemocratico Indipendente (USPD) ed i comunisti radicali del Partito Comunista di Germania (KPD), guidato da Karl Liebknecht e Rosa Luxemburg, che avevano precedentemente fondato e guidato la Lega di Spartaco (Spartakusbund).
La rivolta fu improvvisata, su piccola scala e rapidamente repressa dalla forza superiore del governo e delle truppe paramilitari. Il bilancio delle vittime fu di circa 150-200 persone, per lo più tra gli insorti. Le morti più importanti furono quelle di Karl Liebknecht e Rosa Luxemburg, che vennero assassinati in via extragiudiziale, quasi certamente con l'approvazione dei leader del governo provvisorio guidato dal SPD. Il coinvolgimento del partito ostacolò la sua posizione per tutta la vita della Repubblica di Weimar, sebbene l'annullamento della rivolta avesse consentito lo svolgimento delle elezioni per l'Assemblea nazionale come previsto il 19 gennaio. L'Assemblea avrebbe scritto la Costituzione di Weimar, che avrebbe creato la prima democrazia tedesca funzionante.

## Antefatti
Il 9 novembre 1918 venne formato il Consiglio dei Commissari del Popolo sotto la guida di Friedrich Ebert del Partito Socialdemocratico di Maggioranza tedesco (MSPD) come governo provvisorio del Reich in seguito al crollo dell'Impero tedesco alla fine della prima guerra mondiale. Esso aveva tre rappresentanti ciascuno del MSPD e del Partito Socialdemocratico Indipendente di Germania (USPD). Il Comando supremo dell'esercito riconobbe il Consiglio il 10 novembre nel Patto segreto Ebert-Groener in cui Wilhelm Groener, quartiermastro generale dell'esercito tedesco, rassicurò il cancelliere del Reich Ebert della lealtà delle forze armate. La leadership del MSPD cercò un rapido ritorno a "condizioni ordinate" attraverso le elezioni dell'Assemblea nazionale. L'USPD, il Partito Comunista di Germania (KPD), parti della classe operaia ed i sindacalisti rivoluzionari - rappresentanti sindacali indipendenti dai sindacati ufficiali e scelti liberamente dai lavoratori - volevano continuare e salvaguardare i loro obiettivi rivoluzionari di nazionalizzazione della proprietà, rimozione del potere ai militari ed instaurazione di una dittatura del proletariato.
Alla fine di dicembre 1918 Rosa Luxemburg e Karl Liebknecht fondarono il Partito Comunista di Germania. A causa dell'infelicità di molti lavoratori per il corso della Rivoluzione di novembre, altri gruppi socialisti di sinistra si unirono alla fondazione del partito. I sindacalisti rivoluzionari, tuttavia, dopo le deliberazioni con gli spartachisti, decisero di rimanere nell'USPD. Rosa Luxemburg presentò il suo programma di fondazione il 31 dicembre 1918. In esso notò che i comunisti non avrebbero mai potuto prendere il potere senza il chiaro sostegno della maggioranza del popolo. Il 1º gennaio esortò nuovamente il KPD a partecipare alle elezioni programmate per l'Assemblea nazionale, ma venne esclusa. La maggioranza sperava di ottenere il potere grazie alla continua agitazione nelle fabbriche e alla "pressione delle strade".
Il 23 dicembre la Divisione di Marina Popolare, che era stata assegnata a proteggere il governo provvisorio, prese in ostaggio Otto Wels del MSPD per dare peso alla sua richiesta di pagamento degli stipendi arretrati. Il giorno seguente, contro gli ordini dei tre rappresentanti del Consiglio del MSPD (Ebert, Philipp Scheidemann e Otto Landsberg), il capo della polizia di Berlino Emil Eichhorn dell'USPD rifiutò di utilizzare le forze di sicurezza sotto il suo comando contro la Divisione di Marina Popolare per liberare Wels dal Palazzo di Berlino dove era detenuto. Ebert fece quindi chiamare l'esercito e gli ordinò di aprire il fuoco in quella che divenne nota come la Schermaglia del Palazzo di Berlino. Wels venne liberato, ma undici uomini della Marina popolare e 23 dell'esercito vennero uccisi.
Il 29 dicembre i tre rappresentanti dell'USPD Hugo Haase, Wilhelm Dittmann e Emil Barth abbandonarono il Consiglio dei Commissari del Popolo in segno di protesta. I rappresentanti del MSPD nominarono quindi i membri del MSPD Gustav Noske e Rudolf Wissell per sostituire i rappresentanti dell'USPD nel consiglio. Dopo di che l'USPD non vide più il Consiglio come un legittimo governo ad interim. Le maggioranze del MSPD nei due principali consigli dei lavoratori acconsentirono al desiderio di Ebert di dimettere il capo della polizia Eichhorn, che ora considerava inaffidabile, ma l'USPD e il KPD interpretarono le dimissioni di Eichhorn come un attacco alla rivoluzione. Ciò divenne l'innesco immediato della rivolta.

## Gli scioperi e la rivolta

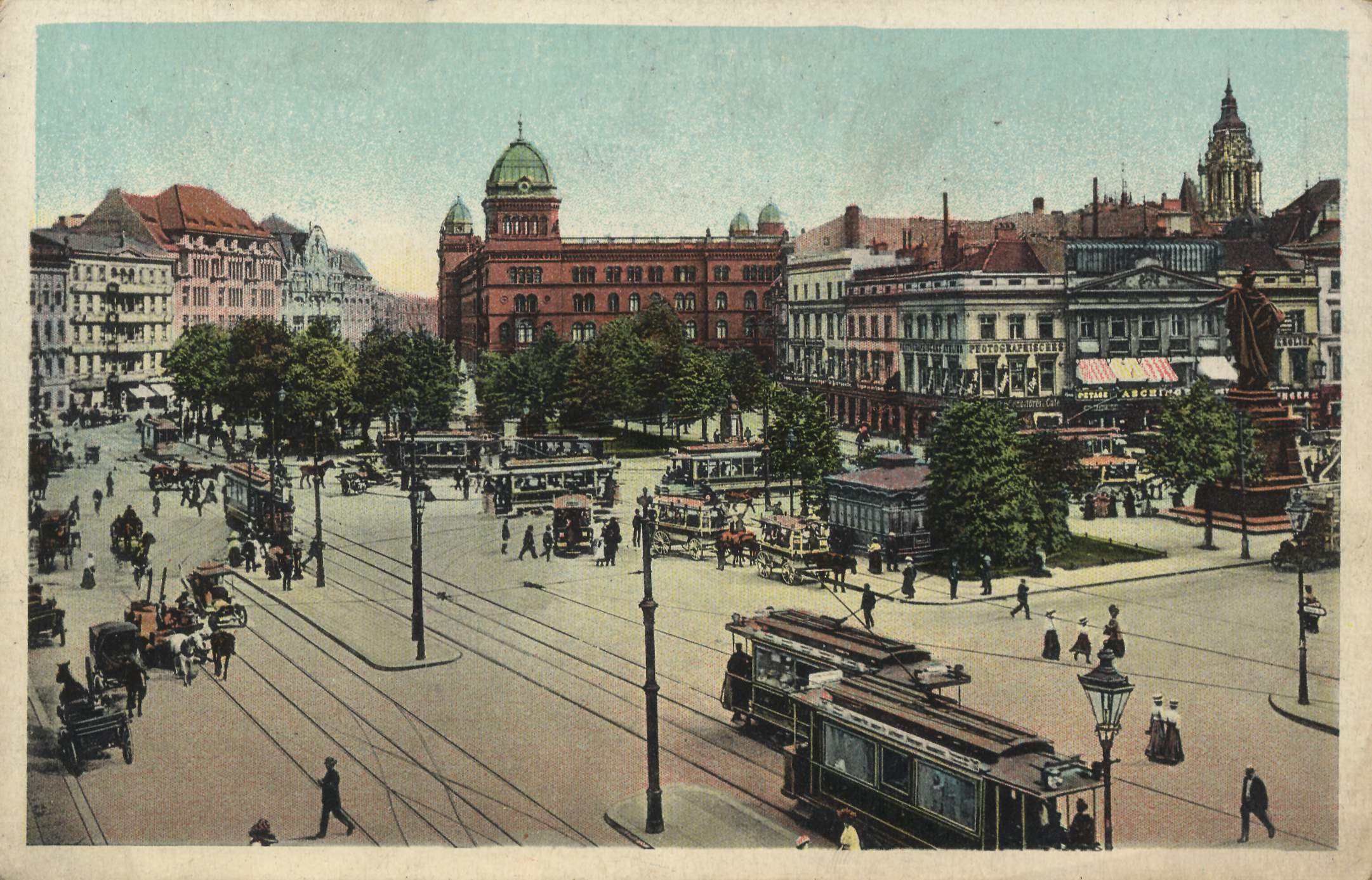
Il palazzo sede della polizia di Berlino Polizeipräsidium nella Alexanderplatz

Come nel novembre 1918, il 4 gennaio 1919 si sviluppò una seconda ondata rivoluzionaria, quando il governo sostituì il capo della polizia di Berlino, Emil Eichhorn, che era un membro dell'USPD e che si era rifiutato di agire contro i lavoratori manifestanti durante la Crisi di Natale, con Eugen Ernst. L'USPD, i sindacalisti rivoluzionari e il KPD accolsero la richiesta di Eichhorn di organizzare una manifestazione il giorno seguente.  Con sorpresa degli organizzatori, la manifestazione si trasformò in un'enorme manifestazione di massa che attirò anche il sostegno di molti membri del partito socialista. Domenica 5 gennaio, come nel 9 novembre 1918, centinaia di migliaia di persone si riversarono nel centro di Berlino, molte delle quali armate. Nel pomeriggio vennero occupate le stazioni ferroviarie e il quartiere dei giornali con gli uffici della stampa della classe media e il Vorwärts del SPD, che aveva stampato articoli ostili agli spartachisti dall'inizio di settembre. Alcuni dei giornali della classe media nei giorni precedenti avevano richiesto non solo l'arruolamento di più miliziani delle Freikorps, ma anche l'esecuzione degli spartachisti.

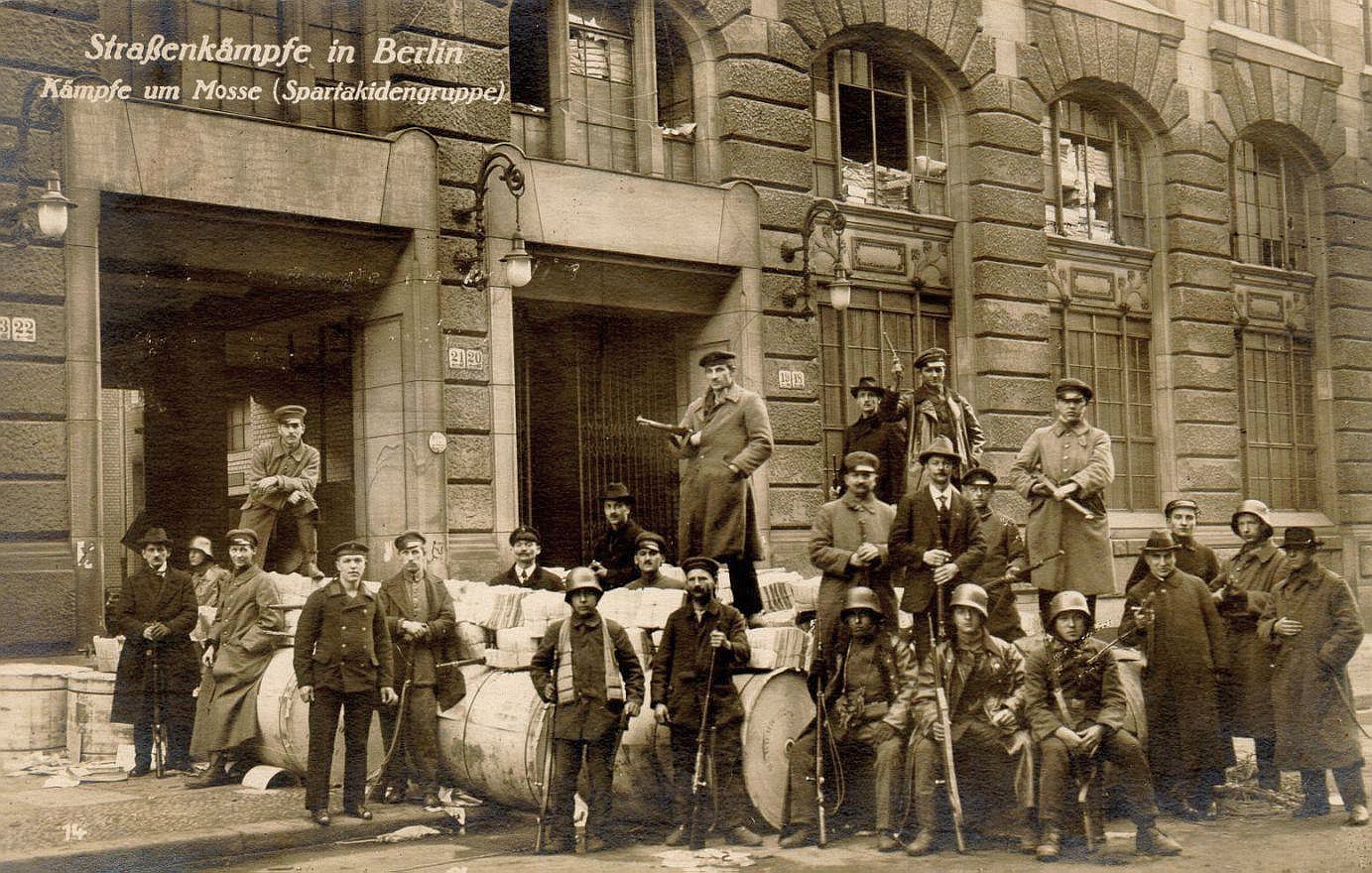
Foto di gruppo della milizia spartachista durante i combattimenti di Berlino nel gennaio 1919

I leader del movimento si radunarono presso il quartier generale della polizia ed elessero un "Comitato rivoluzionario ad interim" (Provisorischer Revolutionsausschuss) composto da 53 membri, che non riuscì a sfruttare il suo potere e non fu in grado di concordare nessuna direzione chiara. Karl Liebknecht e Wilhelm Pieck sostennero il rovesciamento del governo. Rosa Luxemburg e Karl Radek, così come la maggioranza dei leader del KPD,  si opposero ad una rivolta contro la repubblica ed espressero esplicitamente la loro opposizione.
I leader dell'USPD e del KPD indissero uno sciopero generale per il 7 gennaio che radunò circa 500 000 partecipanti a Berlino. Durante lo sciopero, alcuni dei partecipanti organizzarono un piano per estromettere il governo socialdemocratico più moderato e lanciare una rivoluzione comunista. Gli insorti conquistarono edifici chiave, il che portò ad un confronto con il governo. Nei due giorni seguenti, tuttavia, la leadership dello sciopero (nota come "Comitato Rivoluzionario") non riuscì a risolvere la classica dicotomia tra rivoluzionari militarizzati impegnati per una società autenticamente nuova e riformisti che sostenevano le trattative con il governo. Nel frattempo, gli scioperanti nel quartiere occupato ottennero le armi.
Nello stesso momento, alcuni leader del KPD cercarono di persuadere i reggimenti militari a Berlino, in particolare la divisione della Marina popolare, la Volksmarinedivision, ad unirsi alla loro fazione, ma per lo più fallirono in questo sforzo. L'unità della marina non era disposta a sostenere la rivolta armata e si dichiarò neutrale e gli altri reggimenti di stanza a Berlino rimasero per lo più fedeli al governo.
L'8 gennaio, il KPD si dimise dal Comitato Rivoluzionario dopo che i rappresentanti dell'USPD invitarono Ebert ai colloqui. Durante questi colloqui, i lavoratori scoprirono un volantino pubblicato dal Vorwärts dal titolo Die Stunde der Abrechnung naht! ("L'ora della resa dei conti sta arrivando!") riguardo ai Freikorps (organizzazioni paramilitari anticomuniste) assunti per reprimere i lavoratori. Ebert, già il 6 gennaio aveva dato ordine in tal senso al suo ministro della difesa, Gustav Noske. Quando i colloqui s'interruppero, la Lega spartachista invitò allora i suoi membri a difendersi con le armi.

## L'attacco dei Freikorps

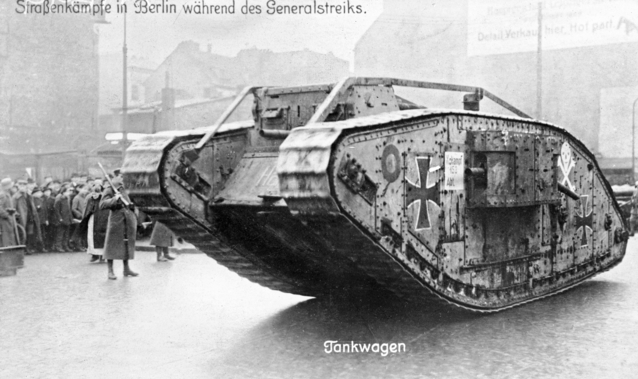
Carro armato britannico Mark IV, preda bellica, usato nelle strade di Berlino dalle forze governative

Lo stesso giorno, Ebert ordinò a 3000 soldati dei Freikorps di attaccare gli spartachisti. Questi ex soldati avevano ancora armi ed equipaggiamento militare della prima guerra mondiale, il che diede loro un formidabile vantaggio. Riconquistarono rapidamente le strade e gli edifici occupati e molti ribelli si arresero. Tra 156 e 196 ribelli e 17 miliziani delle Freikorps morirono durante i combattimenti.

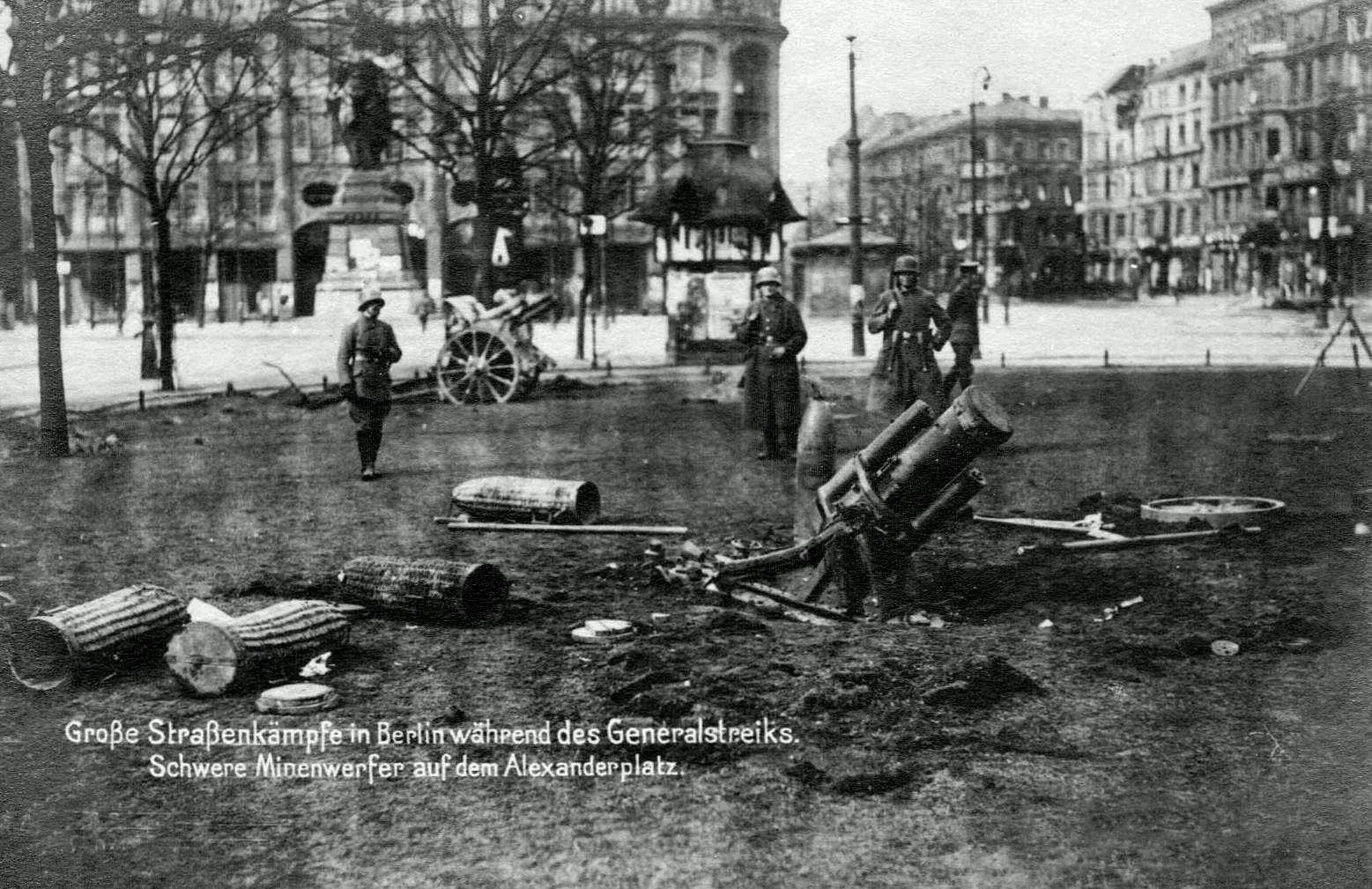
Truppe tedesche con un mortaio pesante durante la rivolta di gennaio

## L'esecuzione di Luxemburg e Liebknecht
Alle 21:00 del 15 gennaio, Luxemburg e Liebknecht vennero scoperti in un appartamento a Berlino-Wilmersdorf da una milizia cittadina, arrestati e portati in auto nel quartier generale della più grande unità Freikorps, la Garde-Kavallerie-Schützen-Division pesantemente armata, presso l'Eden-Hotel. Il primo ufficiale della divisione, il maggiore Waldemar Pabst, li fece interrogare. Chiamò quindi il Marine-Squadron-Pflugk del capitano della torpediniera Horst von Pflugk-Harttung, al quale ordinò di trasferire Liebknecht dall'hotel alla prigione di Moabit. Liebknecht fu picchiato, portato al Parco di Tiergarten e giustiziato a distanza ravvicinata con tre colpi. Il corpo venne consegnato come uomo non identificato ad un obitorio.
Trenta minuti dopo, la Luxemburg venne portata attraverso l'atrio dell'hotel, dove una guardia la colpì due volte in testa con il calcio del fucile. Altri soldati ed ufficiali si unirono al pestaggio. A quel punto la Luxemburg era, probabilmente, già morta. Venne caricata su un camion e le fu sparato un colpo alla nuca. Il suo corpo venne gettato nel Landwehrkanal, dove, nonostante le ricerche dei sommozzatori dei vigili del fuoco, non venne trovato fino al 1º giugno.